# SpaceX
A Space Exploration Technologies vagy röviden SpaceX amerikai űrkutatási vállalat, amelynek központja a kaliforniai Hawthorne-ban található. 2002-ben alapította a dél-afrikai származású Elon Musk, akinek a nevéhez a PayPal és a Tesla, Inc. (korábbi nevén Tesla Motors) megalapítása is fűződik.
Elon Musk célja a SpaceX alapításával a kezdetektől fogva az űrrepülés költségeinek leszorítása, valamint a Mars kolonizálásának lehetővé tétele, ezzel a multiplanetáris élet lehetővé tétele.
A cég fejlesztette ki a Falcon 1, a Falcon 9 és a Falcon Heavy rakétákat, a Dragon űrhajót és fejleszti a Starship rakétarendszert.
Ugyancsak a SpaceX indította el a Starlink globális műholdas közvetlen elérésű internetszolgáltató projektjét, amelynek keretében 2020. április 22.-ig a SpaceX 422 db Starlink műholdat indított el, már elkezdve a kísérleti szolgáltatást.

## Története
Számos történelmi jelentőségű eredmény fűződik a SpaceX nevéhez, így első rakétájuk, a Falcon 1 volt az első magántőkéből megvalósult folyékony üzemanyagú rakéta, amely elérte a világűrt (2008. szeptember 28-án); az első magánvállalat, amely saját fejlesztésű űrhajóját, a Dragon űrhajót sikeresen Föld körüli pályára állította, majd sikeresen vissza is juttatta azt a Földre (2010. december 9.); az első magánvállalat, amely űrhajót (Dragon) küldött a Nemzetközi Űrállomáshoz (2012. május 25.); az első magánvállalat, amely sikeresen állított műholdat geoszinkron pályára (2013. december 3.); a világon elsőként a Falcon 9 rakéta landolt sikeresen, miután Föld körüli pályára állított egy műholdat (2015. december 16.); a világon elsőként a Falcon 9 rakéta repült újra sikeresen (2017. március 31.).
Minőség-ellenőrzési és költséghatékonysági okokból a SpaceX az eszközeinek többségét maga fejleszti és gyártja, ide értve a Draco, a Merlin, a Kestrel és a Raptor hajtóműveket, valamint a Dragon űrhajót. 2006-ban a NASA szerződést kötött a céggel egy teherűrhajó fejlesztésére és megépítésére, amely képes a Nemzetközi Űrállomást elérni. Mindez lehetővé teszi a SpaceX számára, hogy az iparág legalacsonyabb árait kínálja ügyfeleinek, valamint, hogy az űripar más szereplőihez képest lényegesen rövidebb idő alatt fejlessze ki űreszközeit.
2006-ban a NASA szerződést kötött a céggel egy olyan rendszer kifejlesztésére és demonstrációs célú fellövésére, amelynek célja a Nemzetközi Űrállomás működtetéséhez szükséges ellátmány biztosítása. A SpaceX a szerződés megkötése óta eltelt idő alatt tizenöt alkalommal juttatott sikerrel célba ellátmányt a Nemzetközi Űrállomásra.
A NASA szerződést kötött a vállalattal személyszállításra alkalmas űrhajó kifejlesztésére is, amelynek célja, hogy az USA az űrsikló aktív szolgálatból való visszavonását követően saját eszközeivel küldhessen asztronautákat a Nemzetközi Űrállomásra. A SpaceX az első személyszállító Dragon űrhajó indítását 2019-re tervezte. Ez rendelkezett egy olyan biztonsági rendszerrel, amely a fellövés bármely pillanatában lehetővé teszi a legénység számára az esetlegesen veszélyessé váló rakéta másodperceken belüli elhagyását és a felszínre való biztonságos visszaereszkedést.
A NASAval kötött szerződései mellett a cég számos szerződést kötött magánvállalatokkal, nem amerikai kormányzati szervekkel, valamint az amerikai hadsereggel, eszközök Föld körüli pályára állítására.
A SpaceX tervei között szerepel a Starship rakétarendszer megalkotása, valamint egy új típusú, folyékony metán üzemanyagot használó rakétahajtómű rendszerbe állítása. A Starship az egyik legnagyobb teljesítményű rakétarendszer lesz, amely a Saturn V rakétánál is nagyobb tolóerőt képes kifejteni. Teljesítménye lehetővé teszi majd ember vezette űrhajók Hold körüli pályára állítását, vagy akár utántöltés után a Marsra küldését. Musk kijelentette, hogy cégével szeretne hozzájárulni az állandó emberi jelenlét megteremtéséhez a Marson.

## Fejlesztések

A Falcon 1, a Falcon 9, a Falcon 9 1.1 és a Falcon Heavy

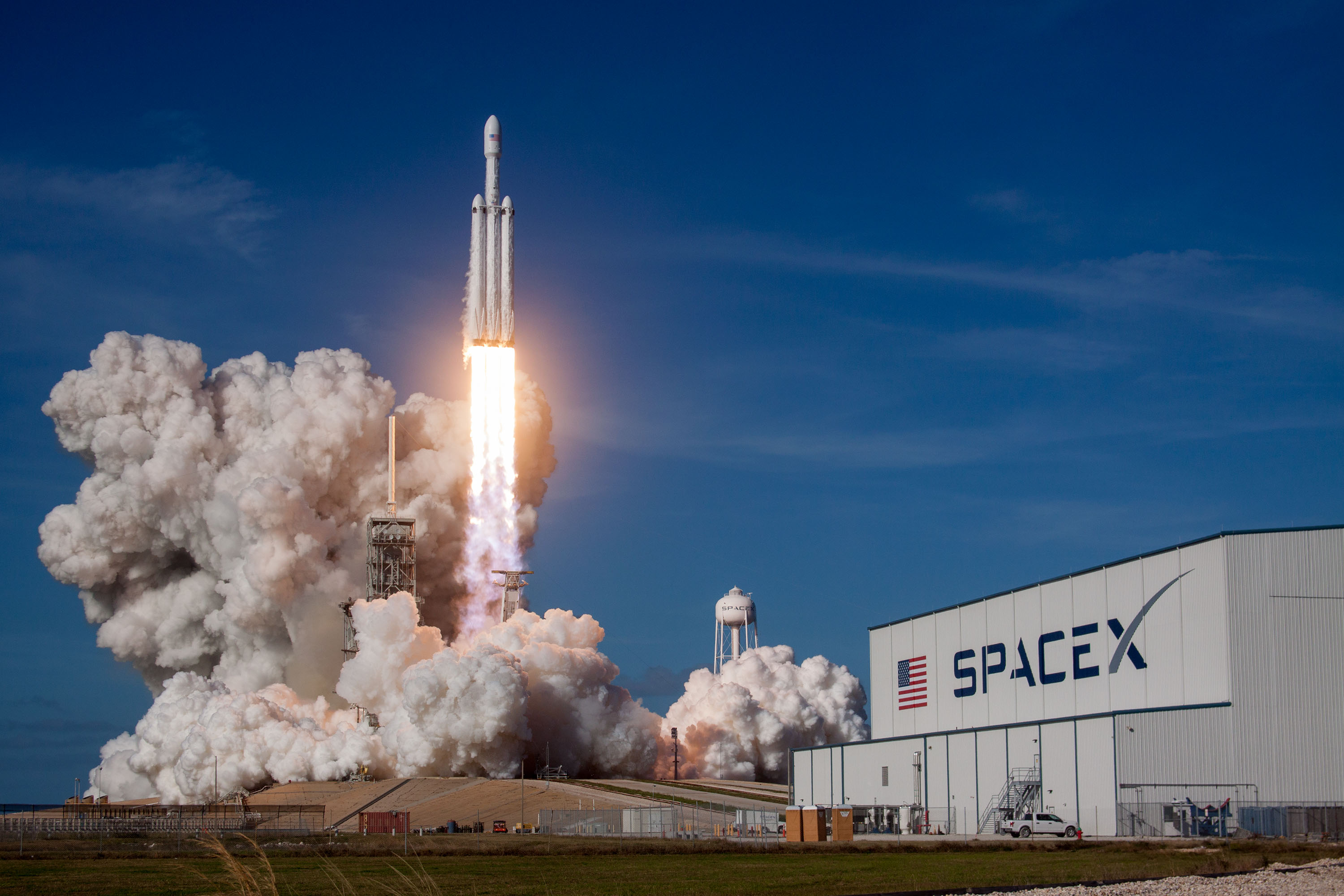
A Falcon Heavy sikeres indítása 2018-ban

### Falcon 1
A Falcon 1 a világ első magánfinanszírozású űrhajózási hordozórakétája. Első sikeres indítása 2008. szeptember 29-én történt.

### Falcon Heavy
A Falcon Heavy 3 Falcon 9 rakétából álló rendszer, amely nagy tömeget (63 tonnát) képes alacsony Föld körüli pályára juttatni, illetve akár Hold vagy Mars küldetésekre is használható lesz.
A rakéta tesztrepülésére többszöri halasztás után 2018 február 6-án került sor.

### Dragon
A Dragon egy részben újrafelhasználható űrhajó, amely Falcon 9 rakétával juttatható föld körüli pályára. 2012 októbere óta szolgál teherszállítóként a Nemzetközi Űrállomáshoz. A személyszállító változat első próbarepülésére 2019 márciusában került sor.
2020. május 30-án a Falcon 9-es rakétával fellőtt SpaceX Crew Dragon űrhajóval kilenc év után az USA ismét embert küldött az űrbe, a Nemzetközi Űrállomásra.
2020. november 16-án került sor a SpaceX Crew–1 jelű, első üzemszerű, kereskedelmi repülésére, amelynek során egy Falcon-9 hordozórakéta sikeresen felbocsátotta a Dragon Crew űrhajót, amely 2 nap, 8 óra 47 perces repülést követően sikeresen dokkolt a Nemzetközi Űrállomáshoz, négy űrhajóssal a fedélzetén.

### Dragon 2
A Dragon 2, többször felhasználható űrjármű, ami első sorban a Nemzetközi Űrállomás (ISS) kiszolgálására épült. A Dragon teherűrhajó utóda, az alapján épült személyszállító és teherűrhajó.
A teherszállító Dragon első repülésére 2020. december 6-án került sor.

### Rakétahajtóművek

#### Merlin
A Merlin egy rakétahajtómű-család amelyet a Falcon 1, Falcon 9 és Falcon Heavy-n való használatra fejlesztettek ki.

#### Raptor
A Raptor a Starship-en használt újrafelhasználható, teljes áramlású, szakaszos égésű, metán-üzemű rakétahajtómű. Az első tesztrepülésére 2019. júliusában került sor.

#### Draco
A Draco a SpaceX űrhajóin használt helyzetváltoztató fúvóka család. Eddig két típus készült Draco és SuperDraco.

## Fejlesztés alatt

### Starship rakétarendszer
2019. szeptember 29-én mutatta be Elon Musk a Starship teljes méretű mintapéldányát a texasi Boca Chica (SpaceX) telephelyen. A fejlesztés a texasi Boca Chica telephelyen és a floridai Cocoa Beach telephelyen párhuzamosan kezdődött el.

## Székhely, telephelyek, bázisok

### Székhely és főhadiszállás
A kaliforniai Hawthorne-ban található központ mellett ugyanott található a Falcon-9 és Falcon Heavy gyártó és szerelőbázisa. A SpaceX kormányzati információs és engedélyezési csapata Washington DC-ben található.

### Rakétahajtómű fejlesztés
A Spacex Merlin és Raptor és más rakétahajtóműveinek fejlesztését a Texas állambeli McGregorban található fejlesztési bázisán végzik.

### Falcon 9, Falcon Heavy
AZ USA keleti parti részén a SpaceX floridai Kennedy Űrközpont (KSC) melletti telephelye az első kísérleti repülések és a Falcon-9 rakétára alapozott kereskedelmi szállítások egyik bázisa, ahol a Spacex 2014-ben bérbe vette a NASA történelmi LC-39A indítókomplexumát (innen indították az 1960-as években az Apolló űrhajókat, később pedig az űrsiklókat)
A másik floridai kereskedelmi telephelyet és indítóbázist "Space Launch Complex 40 (SLC-40)" néven a Cape Canaveral-i légierő bázis ("Cape Canaveral Air Force Station (CCAFS)") területén üzemelteti a SpaceX.
Az USA nyugati partján, a kaliforniai Vandenberg légibázis területén üzemeltet egy Falcon indítóbázist, " Space Launch Complex 4 East (SLC-4E)" néven.

### Starship fejlesztés, gyártás
2017 végén kezdte el kiépíteni a Starship fejlesztésére és gyártására, valamint felbocsátására szolgáló létesítményeit a Texas déli határa közelében lévő Boca Chica-i telephelyén, ahol 2020-ban három elkülönült telep található:
- Gyártó- és szerelőüzem
- Rakéta tesztelő és indító bázis
- Repülésirányító és kommunikációs bázis

A Starship fejlesztése párhuzamosan a floridai Cocoa Beach melletti telephelyen is elkezdődött 2018-ban, ám ezzel néhány kísérleti szegmens, orrkúp darab elkészülte után felhagytak.
A tervek szerint a szállítmányok integrálása az űrhajóba a Boca Chica-i telephely mellett a floridai Kennedy Űrközpont LC-39A indítókomplexumnál fog történni.

### Drónhajók, úszó űrkikötő fejlesztés

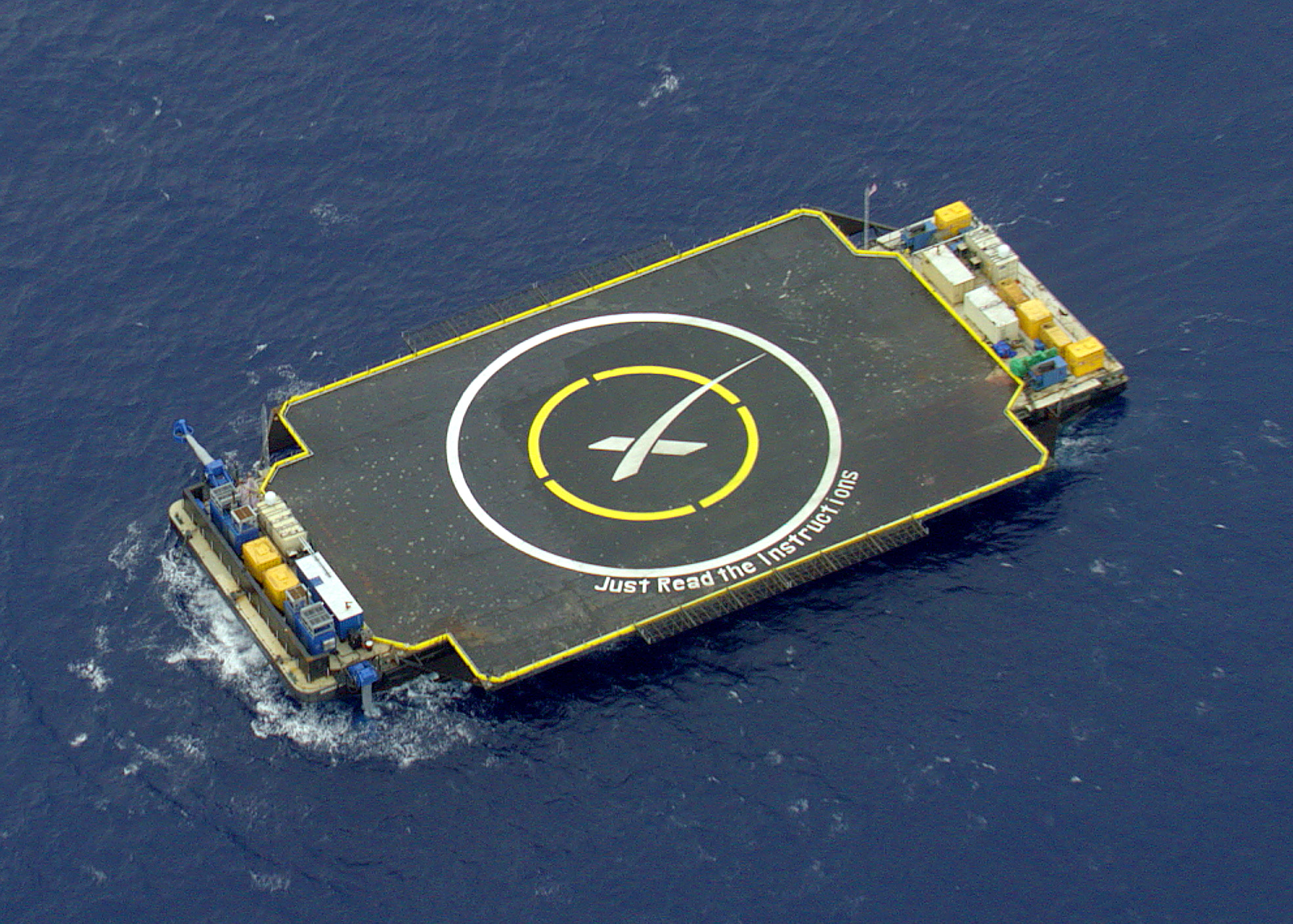
SpaceX ASDS in position prior to Falcon 9 Flight 17 carrying CRS-6 (17127808431)

A SpaceX tengeri flottája a kiszolgáló hajók mellett a Falcon-9 hordozórakéták tengeri leszállását önjáró drónhajók biztosítják, ezek neve:
- Of Course I Still Love You (OCISLY)
- Just Read The Instructions (JRTI)
- A Shortfall Of Gravitas (ASOG)

A drónhajókon kívül elkezdte a SpaceX a szupernehéz űrhajók (Falcon Heavy, Starship, Superheavy) indítására és fogadására alkalmas úszó űrkikötők fejlesztését is, a Hold, Mars elérésére és a Föld-Föld űrszállítási rendszer kiszolgálására.
Ebből a célból egy, a SpaceX-hez köthető vállalkozás 2 db használaton kívüli olajfúró platformot vásárolt, amelyeket Phobos és a Deimos névre kereszteltek el, a Mars két holdja után.

## Fordítás
- Ez a szócikk részben vagy egészben  a   SpaceX című angol Wikipédia-szócikk fordításán alapul.  Az eredeti cikk szerkesztőit annak laptörténete sorolja fel. Ez a jelzés csupán a megfogalmazás eredetét és a szerzői jogokat jelzi, nem szolgál a cikkben szereplő információk forrásmegjelöléseként.